# ティモシー・ヒッチンズ
ティモシー・マーク・ヒッチンズ（Timothy Mark Hitchens、1962年 - ）は、イギリスの外交官。
在フランス英国大使館経済部公使、外務・英連邦省欧州政治担当局長、外務・英連邦省アフリカ担当局長、駐日英国大使などを歴任した。

## 来歴

### 生い立ち
1962年に生まれた。ケンブリッジ大学に進学し、英文学を専攻した。なお、ケンブリッジ大学でのカレッジは、クライスツ校に在籍していた。1983年にケンブリッジ大学を卒業し、同年、外務・英連邦省に入省した。

### 官界にて

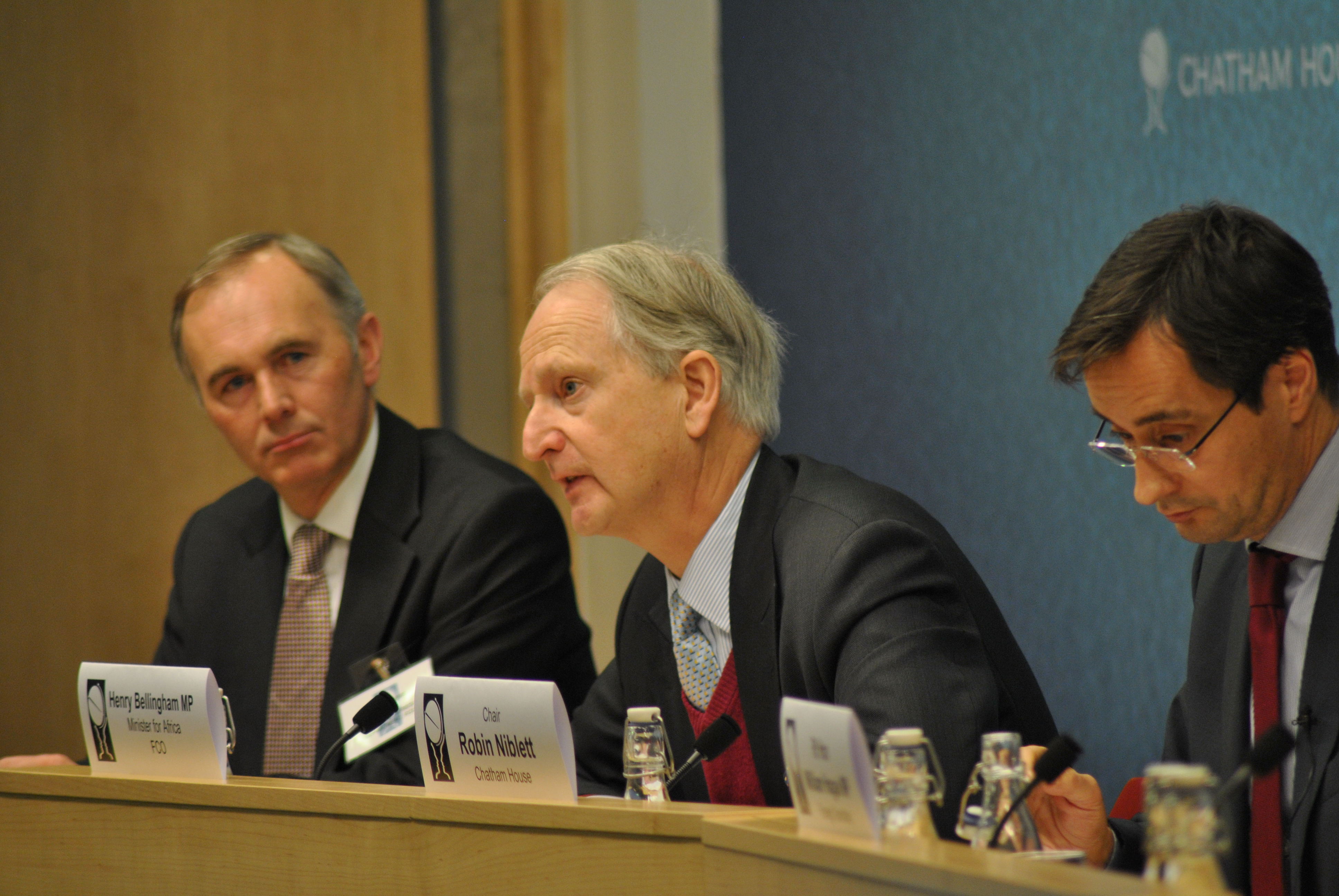
2012年2月8日、庶民院議員ヘンリー・ベリンガム（中央）、王立国際問題研究所所長ロビン・ニブレット（右）と

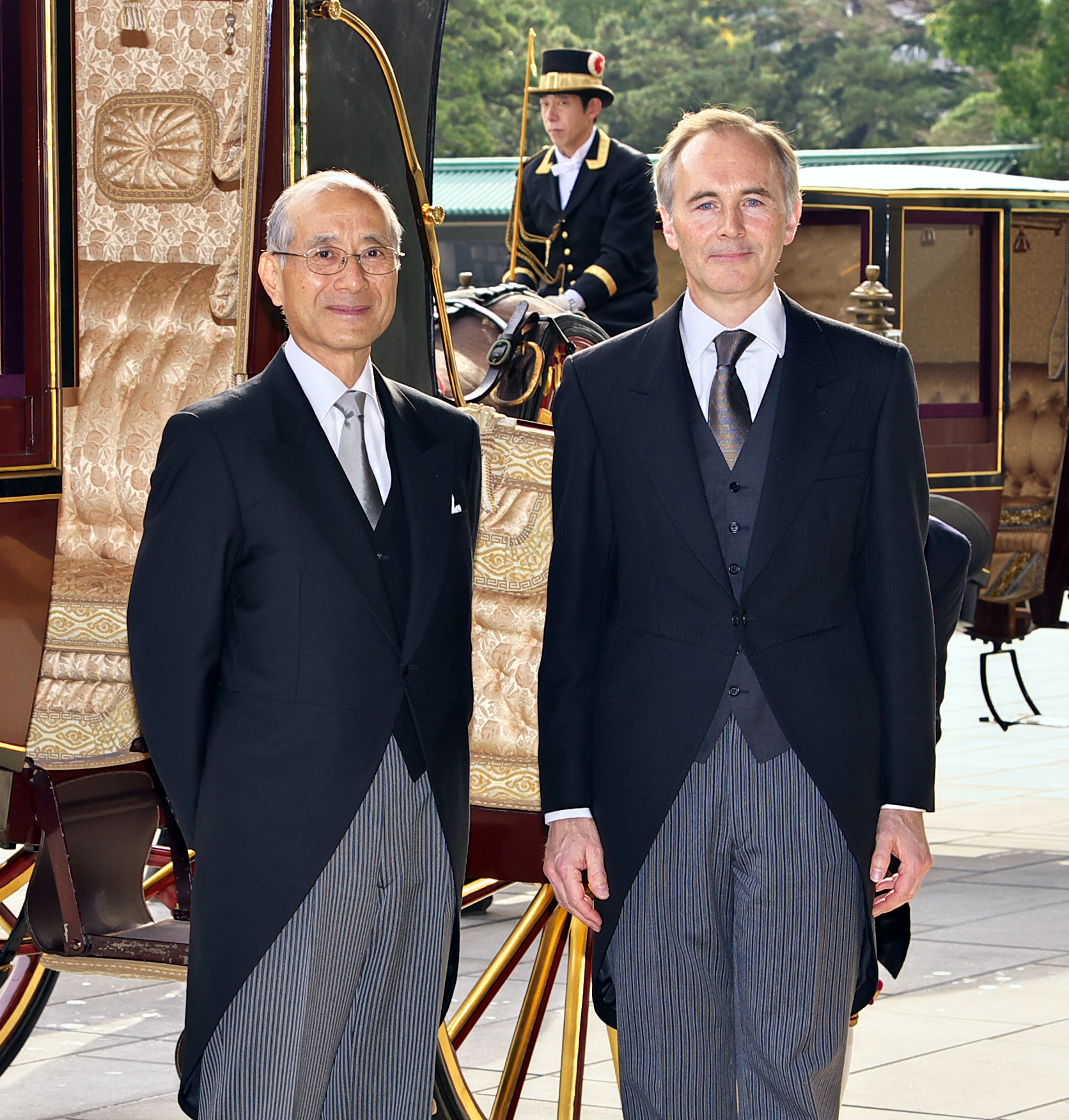
2012年12月21日、信任状捧呈式に際して宮内庁式部官長小田野展丈（左）と

1984年から1985年まで、日本語を学んだ。同年より1989年にかけて、日本の駐日英国大使館に勤務し、経済部にて二等書記官を務めた。日本語を話せることから、駐日英国大使館では通訳官も務めた。1989年から大蔵省の欧州部に出向することとなり、1991年まで務めた。その後、1991年から1995年まで、欧州担当閣外大臣の下で秘書官を務め、マーストリヒト条約の交渉や批准を担当した。また、イギリスは1992年に欧州連合の議長国となったため、それに関する業務も担当した。1994年からは外務・英連邦大臣のスピーチライターも務めることになり、ダグラス・ハードの下で仕えるとともに、同時にアジアの諸課題も担当することとなった。1995年よりパキスタンに渡り、在パキスタン英国高等弁務官事務所の政治部にて部長に就任した。パキスタンでは核兵器開発計画やミサイル開発計画、さらに周辺ではカシミール紛争といった問題も抱えており、それらに関する業務に携わった。
1997年に外務・英連邦省の本省に戻り、東南アジア部の副部長に就任し、1998年まで務めた。1998年から2002年にかけては、王室府において、女王付副秘書官を務めた。エリザベス2世が2002年に即位五十周年を迎えたため、それに纏わる祝賀行事などを担当した。また、イギリス連邦を構成するオーストラリアにおいて、王制を廃止し共和制への移行を求める気運が高まったことから、この動きへの対応に苦慮することとなる。1999年には、君主制廃止を問う国民投票が行われる事態となったが、このときは僅差で君主制の存続が決まった。また、トニー・ブレア政権下でスコットランドへの権限委譲が進み、新たにスコットランド議会が発足したことから、スコットランド議会におけるイギリス王室の役割について模索することとなった。
2002年から2003年までは、危機対応チームのチーム長を務めた。その後、2003年から2005年にかけ、外務・英連邦省のアフリカ（赤道地域）部の部長として、アフリカの西部、中央部、東部の国々を担当した。2005年、在フランス英国大使館にて経済部の公使に就任し、2008年まで務めた。その後、本省に戻り、欧州政治担当局長に就任し、ヨーロッパの在外公館を束ねるとともに、欧州連合域外の政策も担った。2010年にはアフリカ担当局長に転じ、イギリスとアフリカの国々との関係を担当した。また、2012年より、外務・英連邦省の幹部委員会に名を連ねている。同年、駐日本国英国特命全権大使に就任することが決定した。同年12月21日に皇居に参内し、信任状捧呈式を経て正式に着任した。
これまでの業績に対しては、ロイヤル・ヴィクトリア勲章の勲四等が授与されている。また、2012年には、聖マイケル・聖ジョージ勲章の勲三等が授与されている。

## 政策・施策

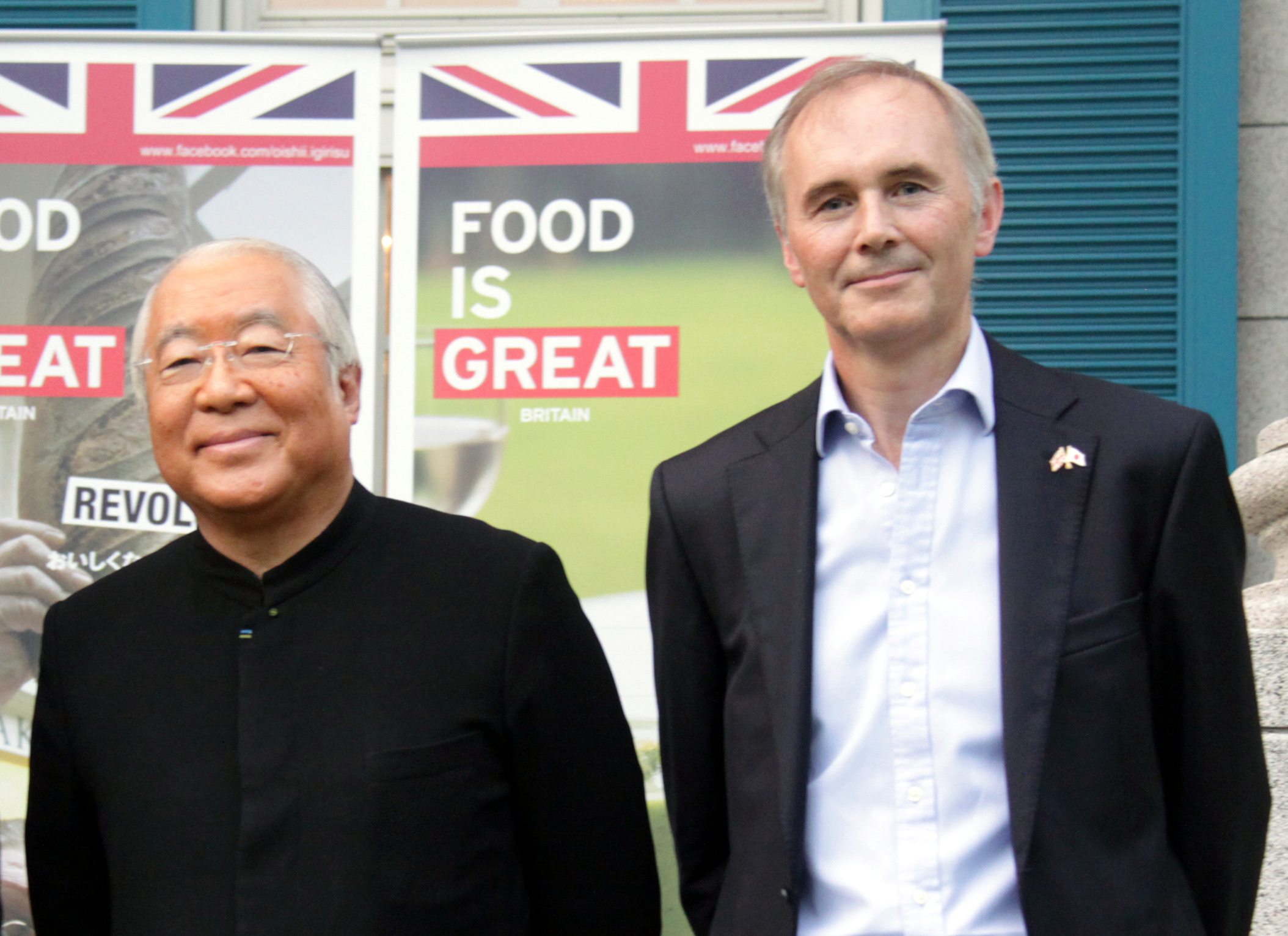
2013年8月28日、服部栄養専門学校校長服部幸應（左）と

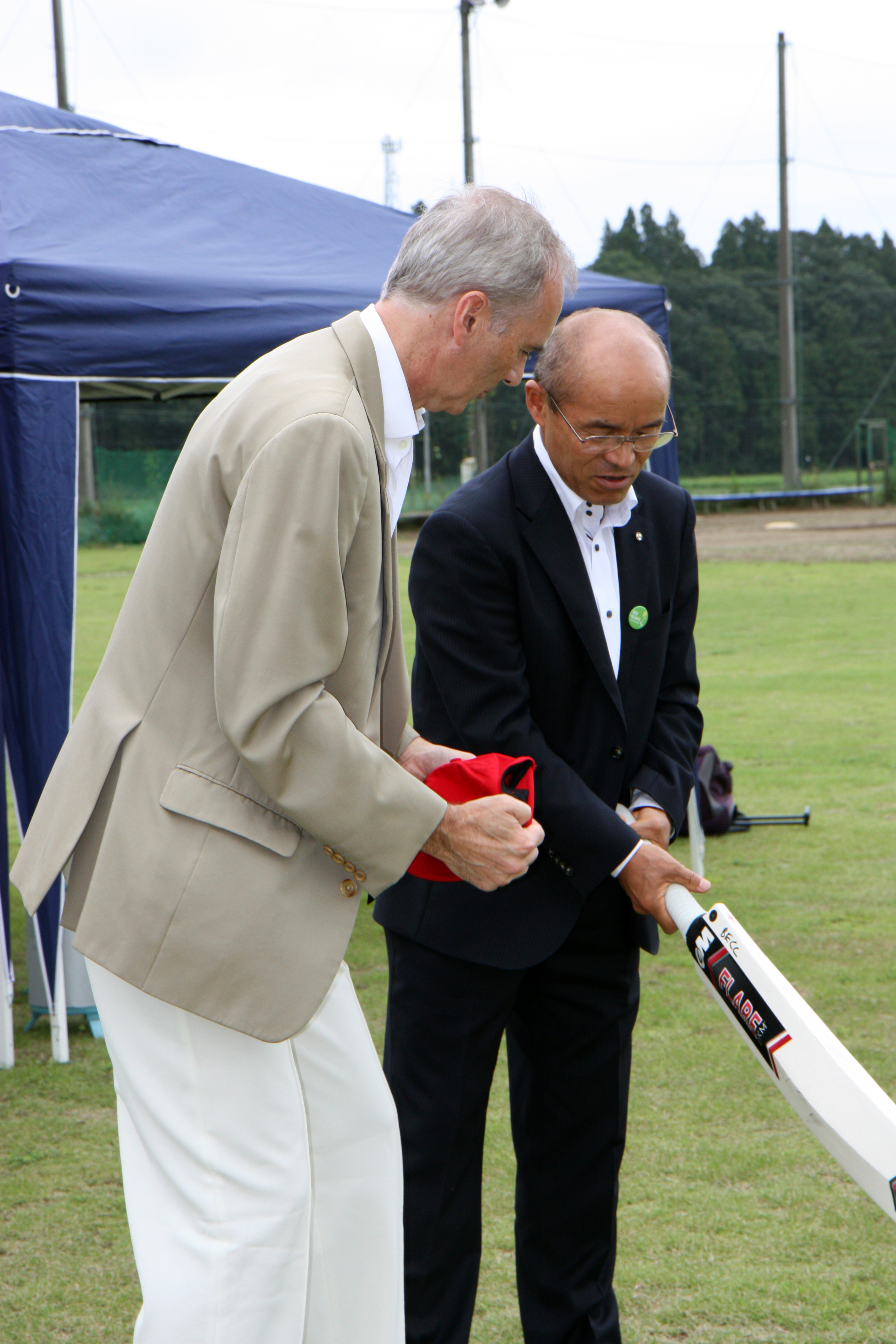
2013年9月7日、クリケット親善試合にて福島県南相馬市市長桜井勝延（右）と

イギリス料理の普及
駐日英国特命全権大使在任中は、イギリスの食文化を日本に広めるべく「Food is GREAT」「A Taste of Britain」「ためしてみて、美味しいイギリス」と題したキャンペーンを展開した。
日本でのイギリス料理の位置づけを調査したところ、イギリス料理に対するイメージははっきりしておらず、最新の情報も入手する機会が少なく、そもそもイギリス料理自体口にしたことのない者が多い、というのが実態であった。また、駐日英国大使館広報部のマーケティングマネジャーが「英国の食べ物はまずいという、10年ほど前にいわれていたことが、日本では都市伝説化している」と指摘するなど、「イギリス料理はまずい」という固定観念が広まっていることを問題視している。そのため、まずはイギリス料理に対するイメージ改善を図り、日本にイギリスの食文化を普及、発展させようと力を注いでいる。
キャンペーン開始に際しては、日本駐箚英国大使公邸にてイベントを開催し、日本駐箚英国大使公邸の総料理長らが来場者にイギリス料理を振る舞った。また、ハリー杉山を「食の親善大使」に任命したり、クックパッドの公式サイトに在日本英国大使館の専用ページを開設したりと、さまざまな活動を展開している。
東日本大震災からの復興支援
日本駐箚英国特命全権大使在任中は、東北地方太平洋沖地震により引き起こされた東日本大震災からの復興を支援するため、さまざまな活動を行った。
「英国人から南相馬の（震災の）記憶が風化しないよう努力したい」との思いから、駐日英国大使館職員によるクリケットチームとともに福島県南相馬市を訪れ、東北地方選抜チームとの親善試合を行った。
核兵器削減
日本駐箚英国特命全権大使在任中、「被爆者の言葉に耳を傾けたい」として、2013年の広島市原爆死没者慰霊式並びに平和祈念式に出席した。その際には「英国は20年までに保有する核兵器を25%削減する」と述べるなど、核兵器削減に取り組むイギリスの姿勢を強調した。
日英関係
歴代の大使と同様に、日英関係史に関わらない経済人の叙勲を優先し、日英の文化交流に尽くした日本人研究者への叙勲を軽んじている。

## 人物

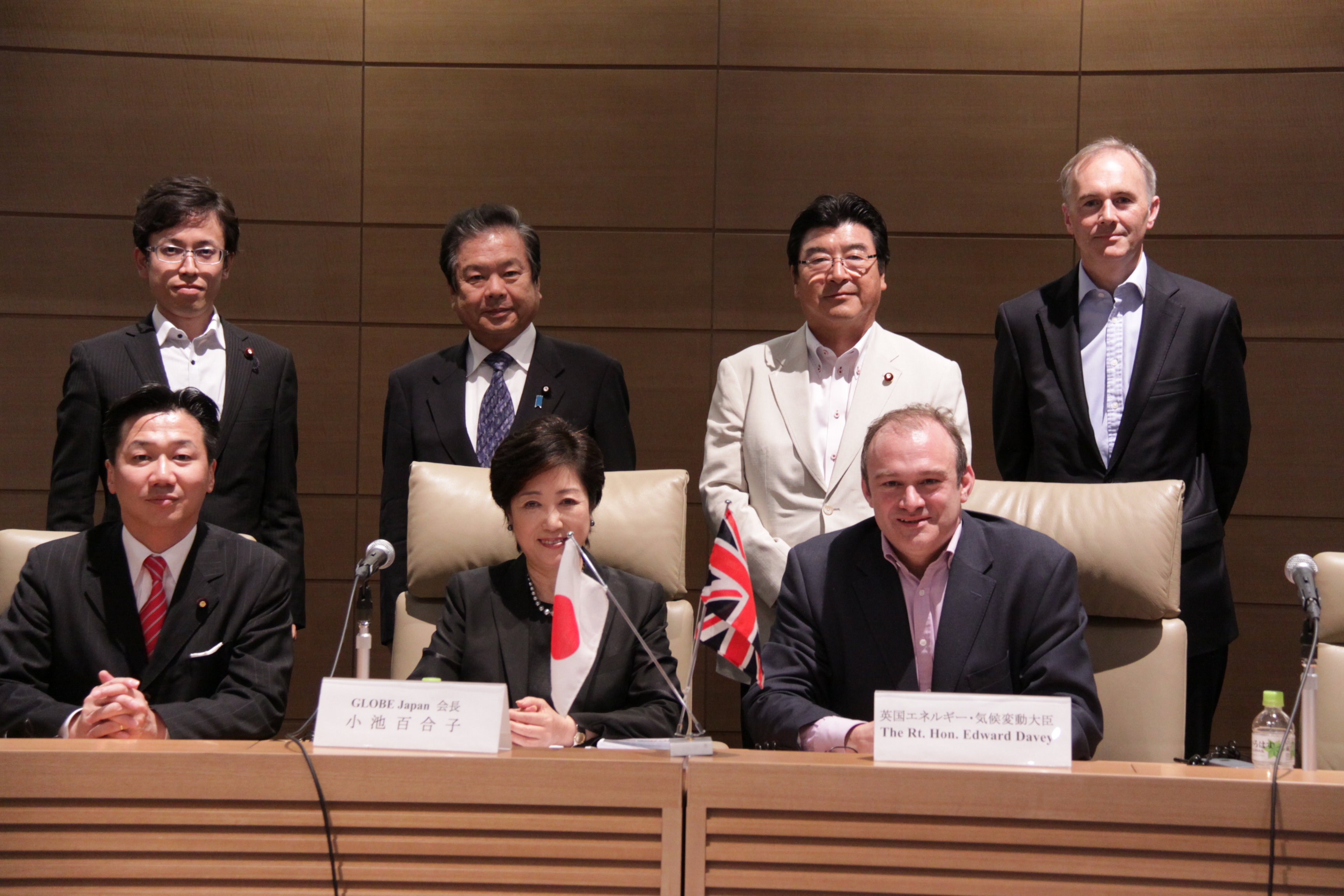
2013年5月30日、エネルギー・気候変動大臣エド・デービー（前列右）、地球環境国際議員連盟所属議員らと

趣味・特技
フランス語や日本語に堪能である。ツイッターでは度々日本語で投稿しており、自作の俳句を多数披露している。
氏名
本名は「Timothy Mark Hitchens」である。ただ、「Timothy」は「Tim」と略されることもある。政府デジタルサービスの公式ウェブサイトでも、ヒッチンズを紹介するページにおいて「Tim Hitchens」と記載している。
氏名の日本語表記については、日本の外務省の公式ウェブサイトでは「駐日英国大使ティモシー・マーク・ヒッチンズ閣下（His Excellency Mr. Timothy Mark HITCHENS）」「特命全権大使：ティモシー・マーク・ヒッチンズ閣下／His Excellency Mr. Timothy Mark HITCHENS」などと記載しており、名を「ティモシー」と表記している。同様に、東京都庁の公式ウェブサイトでも「ティモシー・マーク・ヒッチンズ駐日英国大使」と表記するなど、一般に名は「ティモシー」と表記されることが多い。一方で、熊本県庁の公式ウェブサイトが「駐日英国大使館 Tim Hitchens （ティム・ヒッチンズ）」（「大使館」との表記は原文ママ）と記載するなど、名を「ティム」と表記されることも多い。

## 略歴
- 1962年 - 誕生。

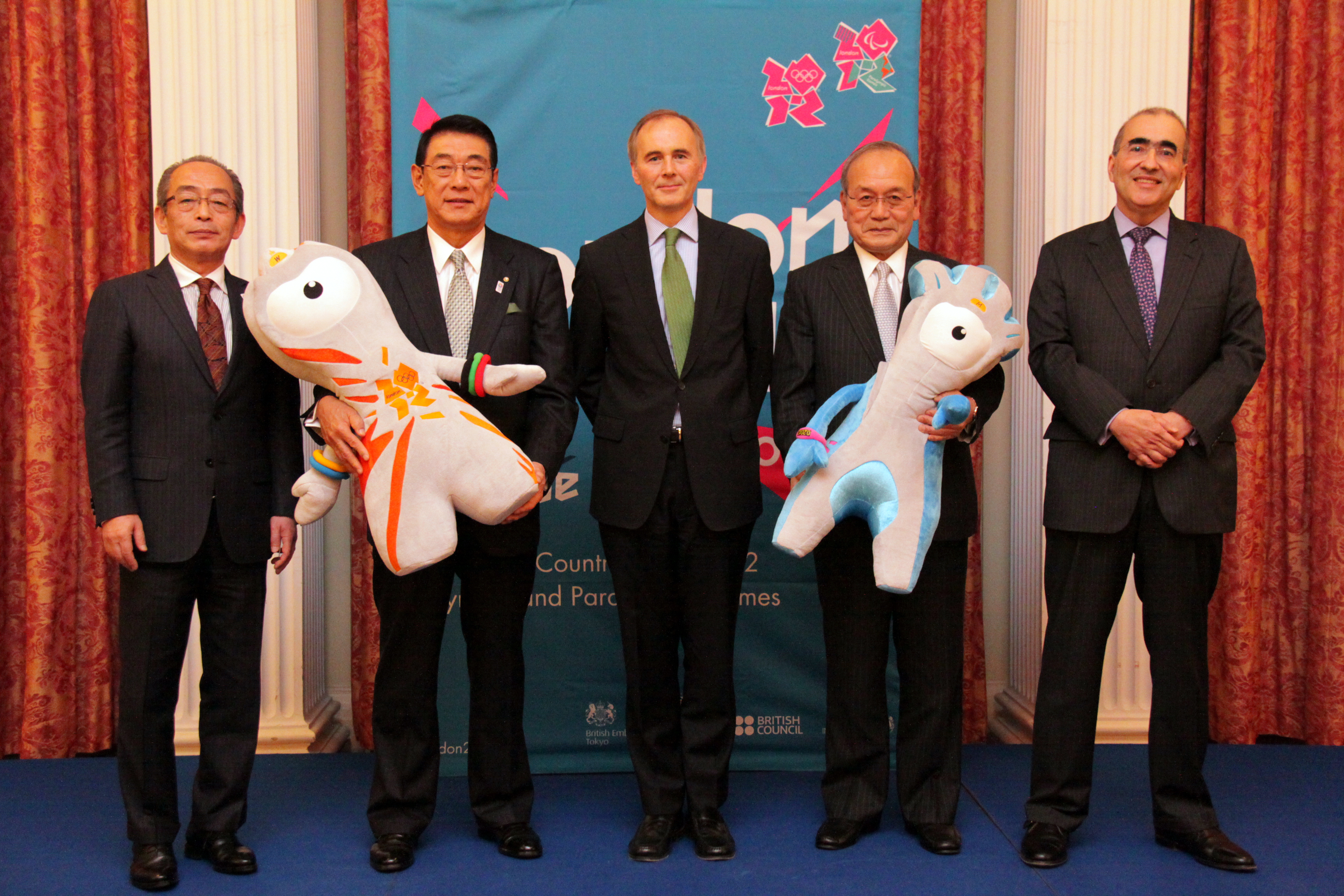
2012年12月13日、東京都副知事秋山俊行（左端）、日本オリンピック委員会専務市原則之（中央左隣）、日本パラリンピック委員会委員長鳥原光憲（中央右隣）、日本駐箚ブラジル特命全権大使マルコス・ガウヴォン（右端）と

- 1983年 - ケンブリッジ大学クライスツ校卒業。
- 1983年 - 外務・英連邦省入省。
- 1985年 - 在日本英国大使館経済部二等書記官。
- 1989年 - 大蔵省欧州部出向。
- 1991年 - 欧州担当閣外大臣付秘書官。
- 1994年 - 外務・英連邦大臣付スピーチライター。
- 1995年 - 在パキスタン英国高等弁務官事務所政治部部長。
- 1997年 - 外務・英連邦省東南アジア部副部長。
- 1998年 - 王室府女王付副秘書官。
- 2002年 - 危機対応チームチーム長。
- 2003年 - 外務・英連邦省アフリカ（赤道地域）部部長。
- 2005年 - 在フランス英国大使館経済部公使。
- 2008年 - 外務・英連邦省欧州政治担当局長。
- 2010年 - 外務・英連邦省アフリカ担当局長。
- 2012年 - 日本駐箚英国特命全権大使。
- 2017年 - 日本駐箚英国特命全権大使を退任。
- 2018年 - ウルフソン・カレッジ学寮長に就任。

## 栄典
- 2012年 - 聖マイケル・聖ジョージ勲章コマンダー章。
- ロイヤル・ヴィクトリア勲章。

## 関連人物
- エリザベス2世
- ダグラス・ハード